# Claus Bo Larsen

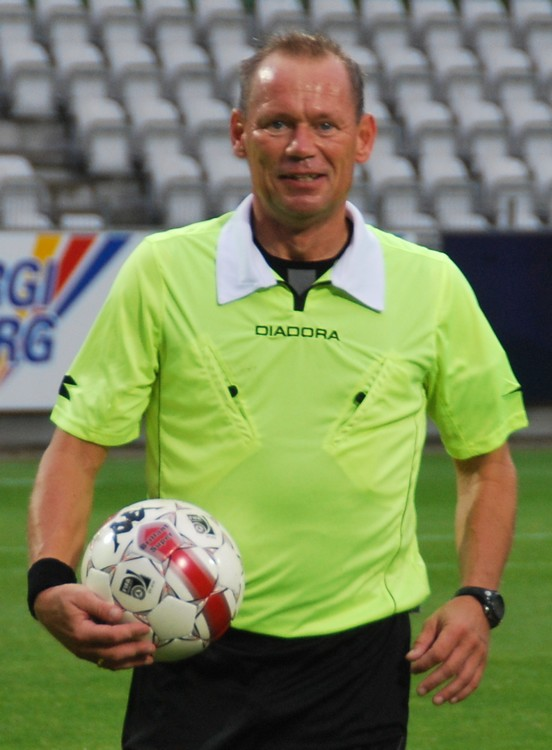
Claus Bo Larsen (2012)

Claus Bo Larsen (* 28. Oktober 1965 in Odense) ist ein ehemaliger dänischer Fußballschiedsrichter.
Larsen war FIFA-Schiedsrichter. Er nahm an den Olympischen Spielen in Athen und der U20-WM 2005 in den Niederlanden teil. In der Qualifikation zur Fußball-Weltmeisterschaft 2006 leitete er unter anderem das Relegations-Hinspiel zwischen Uruguay und Australien. Er gehörte zu den 44 von der FIFA vorselektionierten Referees für die Fußball-WM 2006.
In der UEFA Champions League leitete er 2005/2006 drei Spiele, darunter zwei von Werder Bremen (gegen RSC Anderlecht und gegen den FC Barcelona). 2008/09 leitete er das Halbfinal-Hinspiel Manchester United gegen Arsenal FC.
Larsen ist Zollmanager, verheiratet und lebt in seiner Geburtsstadt.